# ジム・キャリーのエースにおまかせ!
『ジム・キャリーのエースにおまかせ!』（原題：Ace Ventura: When Nature Calls）は、1995年に公開されたジム・キャリー主演のアメリカ合衆国のコメディ映画。
1994年公開の『エース・ベンチュラ』の続編である。ソフトタイトルは『エース・ベンチュラ2/ジム・キャリーのエースにおまかせ!』。

## キャスト
| 役名                       | 俳優                 | 日本語吹替 |
| -------------------------- | -------------------- | ---------- |
| エース・ベンチュラ         | ジム・キャリー       | 江原正士   |
| フルトン・グリーンウォール | イアン・マクニース   | 緒方賢一   |
| ヴィンセント・キャドビー   | サイモン・キャロウ   | 千田光男   |
| アウダ                     | メイナード・エジアシ | 成田剣     |
| バートン・クイン           | ボブ・ガントン       |            |
| 酋長の娘                   | ソフィー・オコネドー | 雨蘭咲木子 |

- 吹替その他：岩田安生、円谷文彦、西尾徳、辻つとむ、藤城裕士、坂口賢一、望木祐子、林佳代子
- 吹替演出：松川陸、吹替翻訳：栗原とみ子、制作：グロービジョン

## スタッフ
- 監督：スティーヴ・オーデカーク
- 製作：ジェームズ・G・ロビンソン
- 製作総指揮：ゲイリー・バーバー
- 脚本：ジャック・バーンスタイン、スティーヴ・オーデカーク
- 撮影：ドナルド・E・ソーリン
- 音楽：ロバート・フォーク
- 編集：マルコム・キャンベル
- 衣裳デザイン：エルザ・ザンパレッリ